# American Football League of China 2013
La American Football League of China 2013 è stata la 1ª edizione del campionato cinese di football americano di primo livello, organizzato dalla AFLC.
La finale è stata giocata il 12 gennaio 2014.

## Squadre partecipanti
| Club               | Città     | Stadio | Sponsor ufficiale |
| ------------------ | --------- | ------ | ----------------- |
| Beijing Cyclones   | Pechino   |        |                   |
| Chengdu Mustangs   | Chengdu   |        |                   |
| Chongqing Dockers  | Chongqing |        |                   |
| Guangzhou Goats    | Canton    |        |                   |
| Hong Kong Warhawks | Hong Kong |        |                   |
| Shanghai Titans    | Shanghai  |        |                   |
| Shanghai Warriors  | Shanghai  |        |                   |
| Tianjin Pirates    | Tientsin  |        |                   |

## Stagione regolare

### Calendario

#### 1ª giornata
| 19 ottobre 2013 | Guangzhou Goats | 0 – 36 | Hong Kong Warhawks |  |

| 19 ottobre 2013 | Chongqing Dockers | 14 – 12 | Chengdu Mustangs |  |

| 20 ottobre 2013 | Shanghai Titans | 28 – 0 | Tianjin Pirates |  |

#### 2ª giornata
| 27 ottobre 2013 | Beijing Cyclones | 20 – 32 | Shanghai Titans |  |

#### 3ª giornata
| 2 novembre 2013 | Tianjin Pirates | 6 – 52 | Shanghai Warriors |  |

#### 4ª giornata
| 16 novembre 2013 | Hong Kong Warhawks | 0 – 32 | Chongqing Dockers |  |

| 16 novembre 2013 | Guangzhou Goats | 0 – 34 | Chengdu Mustangs |  |

| 17 novembre 2013 | Shanghai Warriors | 34 – 14 | Shanghai Titans |  |

| 17 novembre 2013 | Tianjin Pirates | 12 – 30 | Beijing Cyclones |  |

#### 5ª giornata
| 30 novembre 2013 | Chengdu Mustangs | 19 – 6 | Hong Kong Warhawks |  |

| 1º dicembre 2013 | Shanghai Warriors | 44 – 8 | Beijing Cyclones |  |

### Classifiche
Le classifiche della regular season sono le seguenti:
- PCT = percentuale di vittorie, G = partite giocate, V = partite vinte,  P = partite perse, PF = punti fatti, PS = punti subiti

#### AFLC North
| Pos. | Squadra           | PCT   | G | V | N | P | PF  | PS  |
| ---- | ----------------- | ----- | - | - | - | - | --- | --- |
| 1    | Shanghai Warriors | 1.000 | 3 | 3 | 0 | 0 | 130 | 28  |
| 2    | Shanghai Titans   | .667  | 3 | 2 | 0 | 1 | 74  | 54  |
| 3    | Beijing Cyclones  | .333  | 3 | 1 | 0 | 2 | 58  | 88  |
| 4    | Tianjin Pirates   | .000  | 3 | 0 | 0 | 3 | 18  | 110 |

#### AFLC South
| Pos. | Squadra            | PCT   | G | V | N | P | PF | PS |
| ---- | ------------------ | ----- | - | - | - | - | -- | -- |
| 1    | Chongqing Dockers  | 1.000 | 2 | 2 | 0 | 0 | 46 | 12 |
| 2    | Chengdu Mustangs   | .667  | 3 | 2 | 0 | 1 | 65 | 20 |
| 3    | Hong Kong Warhawks | .333  | 3 | 1 | 0 | 2 | 42 | 51 |
| 4    | Guangzhou Goats    | .000  | 2 | 0 | 0 | 2 | 0  | 70 |

## Playoff

### Tabellone
|  | Semifinali | Semifinali        | Semifinali |                   |    | I Finale          | I Finale | I Finale |  |
|  |            |                   |            |                   |    |                   |          |          |  |
|  | 1N         | Shanghai Warriors | 22         |                   |    |                   |          |          |  |
|  | 1N         | Shanghai Warriors | 22         |                   |    |                   |          |          |  |
|  | 2N         | Shanghai Titans   | 12         |                   |    |                   |          |          |  |
|  | 2N         | Shanghai Titans   | 12         |                   | 1N | Shanghai Warriors | 16       |          |  |
|  |            |                   |            |                   | 1N | Shanghai Warriors | 16       |          |  |
|  |            |                   | 2S         | Chongqing Dockers | 24 |                   |          |          |  |
|  | 2S         | Chengdu Mustangs  | 2S         | Chongqing Dockers | 24 | 6                 |          |          |  |
|  | 2S         | Chengdu Mustangs  |            |                   |    |                   |          |          |  |
|  | 1S         | Chongqing Dockers | 18         |                   |    |                   |          |          |  |

### Semifinali
| 7 dicembre 2013 | Shanghai Warriors | 22 – 12 | Shanghai Titans |  |

| 14 dicembre 2013 | Chengdu Mustangs | 6 – 18 | Chongqing Dockers |  |

### I Finale
| 12 gennaio 2014 | Shanghai Warriors | 16 – 24 | Chongqing Dockers |  |

## Verdetti
- Chongqing Dockers Campioni della Cina 2013